# Tommaso d'Inghilterra
Tommaso d'Inghilterra (Tumas de Britanie; fl. XII secolo) è stato uno scrittore anglo-normanno del XII secolo: secondo alcuni studiosi visse alla corte di Enrico II d'Inghilterra e di Eleonora d'Aquitania, all'epoca rinomato centro artistico e intellettuale.

## Biografia
Chierico letterato, scrisse in dialetto anglonormanno una versione "cortese" della leggenda di Tristano e Isotta intitolata "Roman de Tristan" tra il 1172 e il 1175, di cui ci sono rimasti solo frammenti per un totale di 3144. Possiamo tuttavia conoscere l'intera storia grazie alla traduzione norvegese di Frate Roberto (1226), a quella tedesca di Gottfried von Straßburg (1200-1210) e a una in lingua inglese avente titolo "Sir Tristrem" risalente al XIII secolo; al romanzo di Tommaso s'ispira pure la "Follia di Tristano" di Oxford, della fine del XII secolo.